# Thesium xerophyticum
Thesium xerophyticum är en sandelträdsväxtart som beskrevs av A. W. Hill.. Thesium xerophyticum ingår i släktet spindelörter, och familjen sandelträdsväxter. Inga underarter finns listade i Catalogue of Life.